# Necrotério

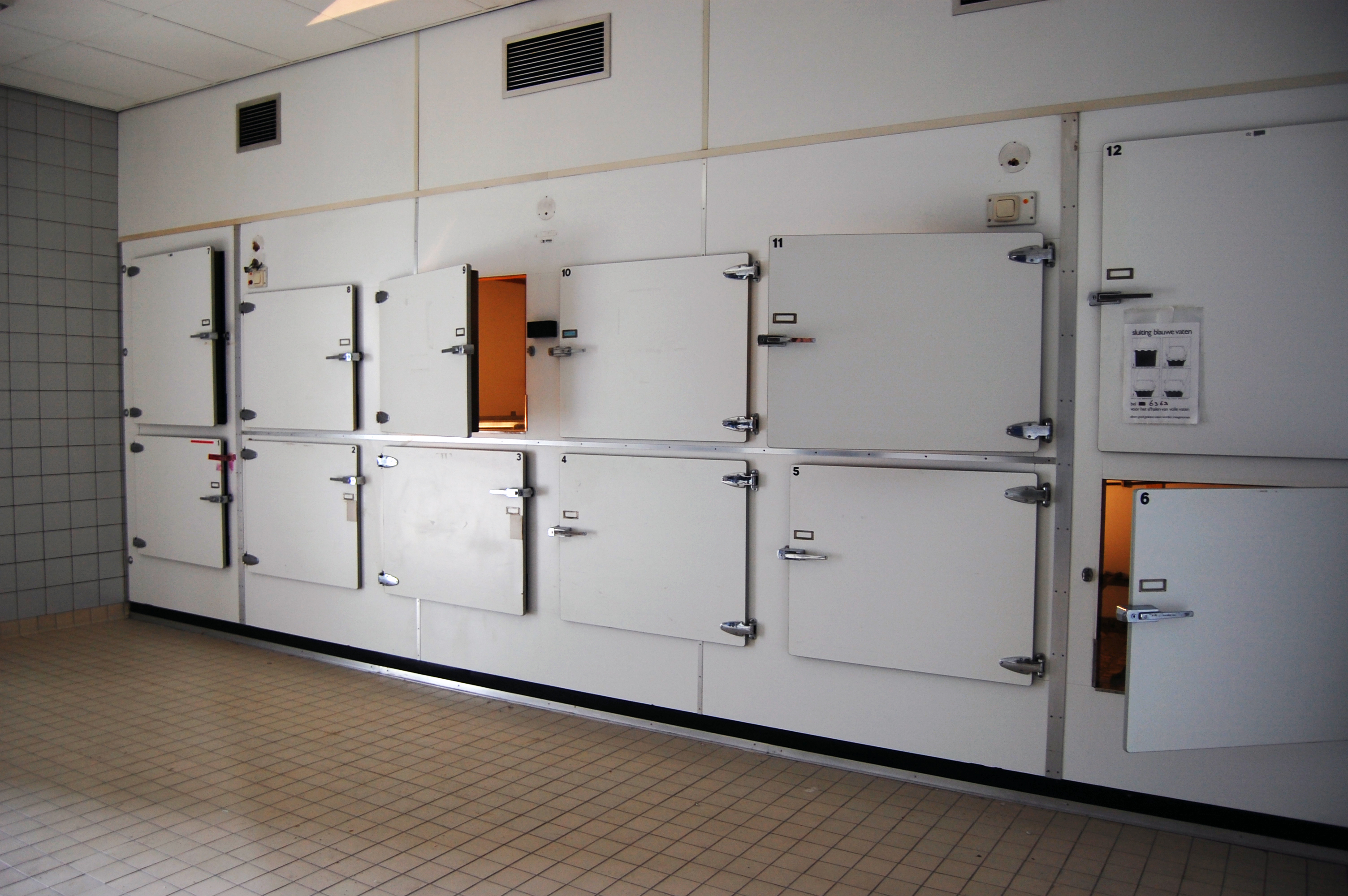
Uma morgue abandonada

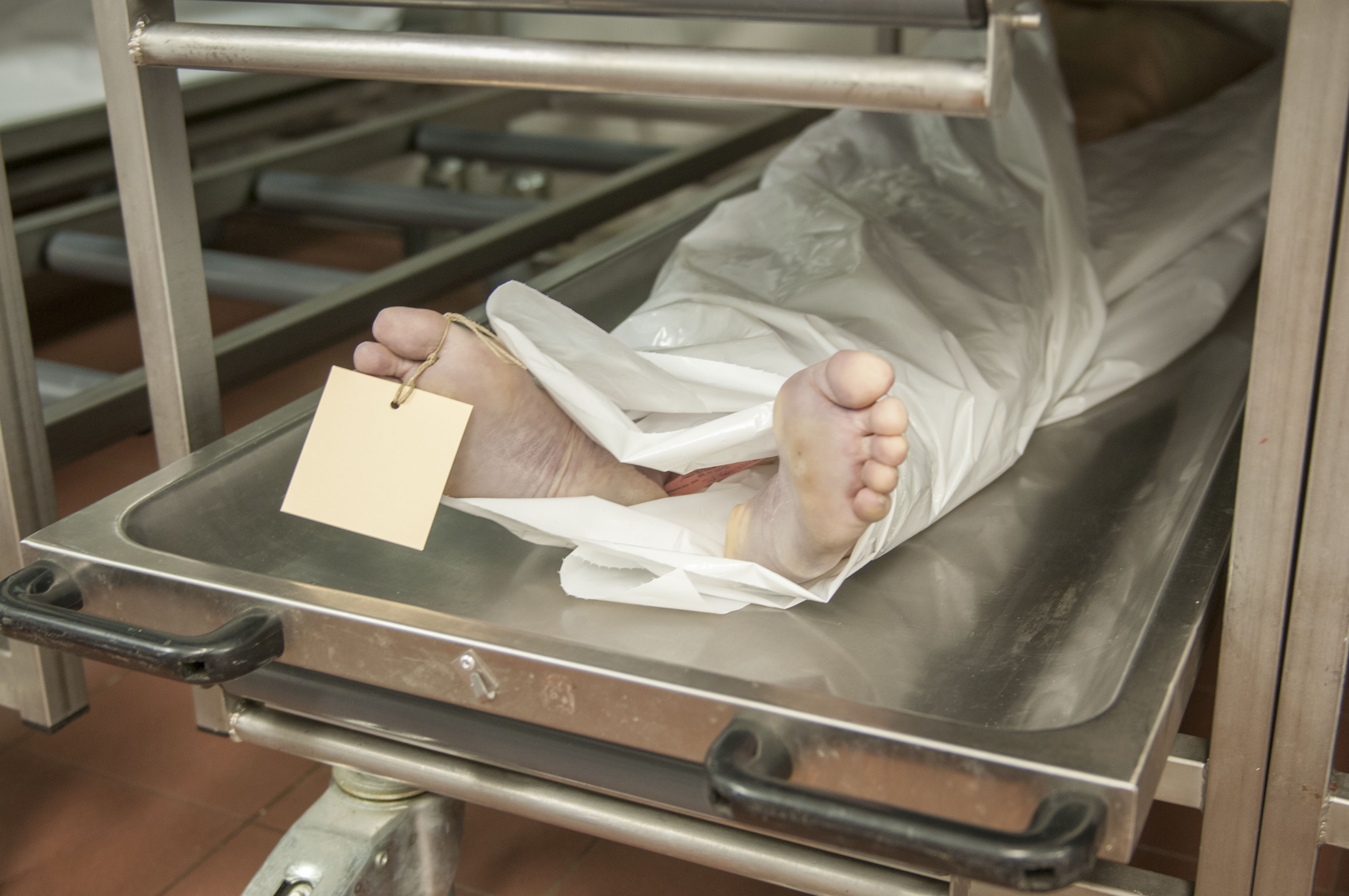
Um cadáver numa morgue.

Necrotério ou morgue é o local onde são guardados temporariamente cadáveres cuja identidade se pretende averiguar ou que devem ser submetidos a autópsia e exames periciais para determinar a causa da morte, exercidos por médicos legistas.
Em geral, as morgues ou necrotérios são repartições dos institutos médico-legais ou das polícias judiciárias.
Os hospitais e casas de saúde também dispõem de necrotérios, mas sem a finalidade dos congêneres da polícia.